# Gare de Marchienne-Est
La gare de Marchienne-Est est une gare ferroviaire fermée de la ligne 124, de Bruxelles-Midi à Charleroi-Central située à Marchienne-au-Pont section de la ville de Charleroi en Région wallonne dans la province de Hainaut en Belgique.
Elle est mise en service en 1881 par les Chemins de fer de l’État belge et ferme aux voyageurs en 1993.

## Situation ferroviaire
Établie à 100 mètres d'altitude, la gare de Marchienne-Est était située au point kilométrique (PK) 53,7 de la ligne 124, de Bruxelles-Midi à Charleroi-Central, entre la gare de Marchienne-au-Pont, ouverte aux voyageurs, et la gare marchandises de Marcinelle. Elle constituait également l'aboutissement (PK 4,8) de la ligne 119A, de Jumet à Marchienne-Est, partiellement fermée en 1949 et démontée en 1966-1968.

## Histoire
La station de Marchienne (Est) est mise en service, le 25 août 1881 par l’Administration des chemins de fer de l’État belge (future SNCB) à la hauteur de la bifurcation entre la section de Luttre à Charleroi-Sud en service depuis le 23 octobre 1843 et la ligne de Jumet-Brûlotte à Marchienne-Est, ouverte le 8 mars 1880. Réservée au transport des voyageurs et des bagages, elle devient le lieu d'où est administrée la gare des marchandises de Marcinelle-État. L'adjudication pour sa construction avait lieu eu juillet 1880 (avis-conditions du 23 juin 1880) dans la salle d'attente de première classe de la gare de Bruxelles-Nord, sous le nom de Mont-sur-Marchienne, et les trois autres stations de ce lot sont Familleureux, Godarville et Seneffe.
Implantée à côté du passage à niveau de l'actuelle rue de Châtelet, elle possède d'un bâtiment des recettes type 1881 doté d'une aile de sept travées à droite abritant la salle d'attente, le guichet et le service des colis.
Fin 1913, la reconstruction des installations était à l'ordre du jour en vue de créer une liaison directe entre la gare de Charleroi-Sud et la ligne vers Louvain, réaménager les installations pour les marchandises et surélever les voies, rendant nécessaire la construction d'un nouveau bâtiment des recettes. La guerre interrompt les travaux qui ne seront réalisés que lors de la seconde moitié du XXe siècle (selon un arrangement modifié).
Une seconde construction, plus modeste, remplace le bâtiment d'origine contraint de disparaître lorsque la ligne 124 est électrifiée en 1949,, entraînant la suppression du passage à niveau au profit d'un pont routier (remplacé en 2022-2023). La gare dispose alors de trois quais reliés par un passage souterrain desservant la ligne 124, mise à 4 voies durant les années 1930 ; le bâtiment est disposé plus au nord en raison de la présence du pont routier.
La cour à marchandises et les raccordements industriels partant de la gare sont fermés en 1983 tandis que les installations des voyageurs sont réduites à un simple point d'arrêt. Le 10 septembre 1993, cette halte est complètement fermée aux voyageurs et les installations ont disparu depuis. Le bâtiment est démoli en décembre 1995.
Un arrêt des bus TEC (Marchienne-au-Pont Est) témoigne de l'existence de cette ancienne gare. 